# Penisola di Kenai
La penisola di Kenai è una grande penisola che sporge dalla costa meridionale dell'Alaska.

## Geografia fisica
La penisola è lunga circa 240 km e si trova a sud-ovest dai monti Chugach e a sud della città di Anchorage. A ovest è circondata dalla baia di Cook (Cook Inlet) e dal braccio di mare Turnagain Arm (baia di Turnagain) e a sud dallo stretto di Prince William (Prince William Sound).
La spina dorsale della penisola è realizzata dai monti Kenai (2.130 m s.l.m.) coperti in gran parte dal campo di ghiaccio Harding e gestiti dal Parco nazionale dei Fiordi di Kenai (Kenai Fjords National Park). La costa nord-ovest (costeggiante il Cook Inlet) è più piatta e paludosa e punteggiata da numerosi laghetti (quelli più grandi sono di origine glaciale come il Skilak Lake e il Tustumena Lake). Il fiume più importante è il Kenai; ma altri fiumi sono importanti per la pesca al salmone come il Russian River, il Kasilof River e il Anchor River.
A sud della penisola (di fronte all'oceano Pacifico) si trova una insenatura Kachemak Bay che insieme alle coste circostanti fanno parte del Kachemak Bay State Park. A est verso il Prince William Sound si trova un altro campo di ghiaccio più piccolo (Sargent Icefield).

### Clima
Il clima della penisola è il tipico clima costiero mite delle alte latitudini con abbondanti piogge. Il clima permette l'agricoltura con un certo successo. In luglio la temperatura media è attorno a 16 - 20 °C e in gennaio il termometro scende di poco sotto lo zero (- 9 °C).

## Etimologia e storia
Il nome della penisola deriva dalla parola Kenaitze una tribù di nativi dell'area Athabascan Alaska che storicamente abitavano la regione. Questi popoli chiamavano la penisola Yaghanen ( = il bel paese).
Il primo europeo a esplorare la penisola è stato Gerasim Izmailov (circa 1745 - dopo il 1795) nel 1789, anche se l'area era abitata da gruppi di nativi Alutiiq al sud e Chugache ad est già da diversi millenni. Prima ancora fu Vitus Bering (1681 - 1741) il primo navigatore ad individuare la penisola nel 1741, mentre nel 1778 l'esploratore britannico James Cook (1728 - 1779) risalì l'insenatura che prese il suo nome.

## Città
Amministrativamente la penisola fa parte del borough della Penisola di Kenai. Le città più importanti sono Seward, Soldotna, Kenai, Cooper Landing e Homer.

## Infrastrutture e trasporti

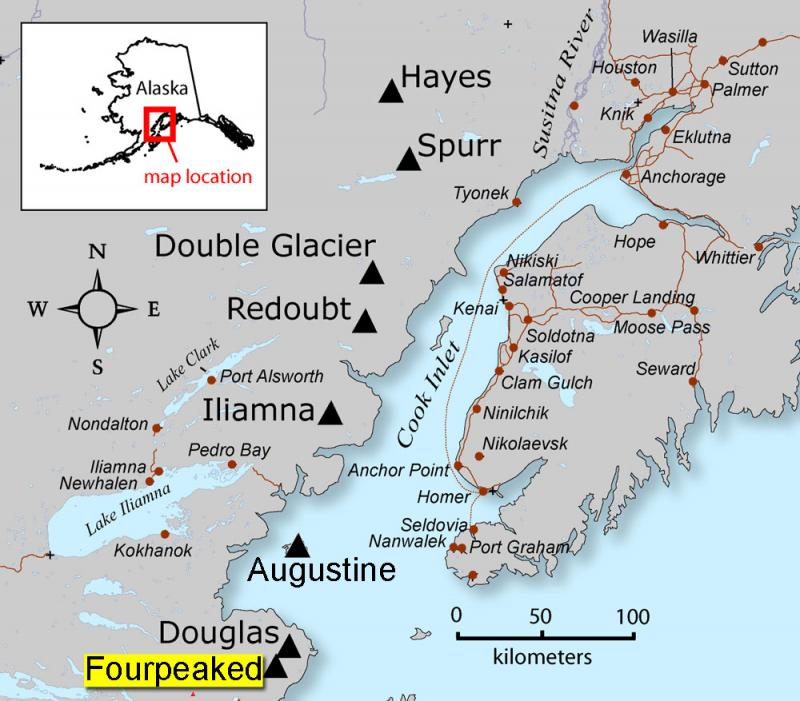

A Seward si trova il capolinea della Alaska Railroad la principale linea ferroviaria dell'Alaska che collega direttamente la cittadina a Anchorage. Mentre l'autostrada Seward (Seward Highway) collega Seward ad Anchorage su strada. La Sterling Highway nasce al Mille 37 Seward Hwy (in località Tern Lake Junction) e collega tutte le principali località della penisola della zona sud-ovest. Ogni cittadina ha il suo aeroporto locale (voli regolari sono presenti solamente a Kenai e Homer).

## Economia e risorse naturali
Le risorse naturali della penisola sono: depositi di gas naturale, petrolio e carbone. La pesca è molto importante (in base al valore monetario dei pesci prelevati Seward nel 2011 risultava il nono porto più redditizio della pesca negli Stati Uniti.) ma il turismo è la colonna portante dell'economia. 

## Parchi
Nella penisola sono presenti diversi parchi e aree protette: 
- Parco nazionale dei Fiordi di Kenai (Kenai Fjords National Park) - Si trova nella parte sud-est e gestisce tutta la costa con innumerevoli fiordi e ghiacciai marini.
- Kenai National Wildlife Refuge - È situato al centro della penisola e consiste in una riserva naturale per la fauna selvatica.
- Foresta Nazionale di Chugach (Chugach National Forest) - Si trova ad est ed è una riserva forestale che comprende coste, ghiacciai, fiumi e monti il cui centro è il Prince William Sound.
- Kachemak Bay State Park - Si trova all'estremo sud della penisola di fronte all'omonima baia (comprende anche l'isola di Nuka).
- Kachemak Bay State Wilderness Park - Si trova all'estremo sud della penisola in proseguimento del Kenai Fjords National Park.
- Alaska Maritime National Wildlife Refuge - Riguarda alcune isole alla fine della Resurrection Bay nel Golfo dell'Alaska.

## Alcune immagini

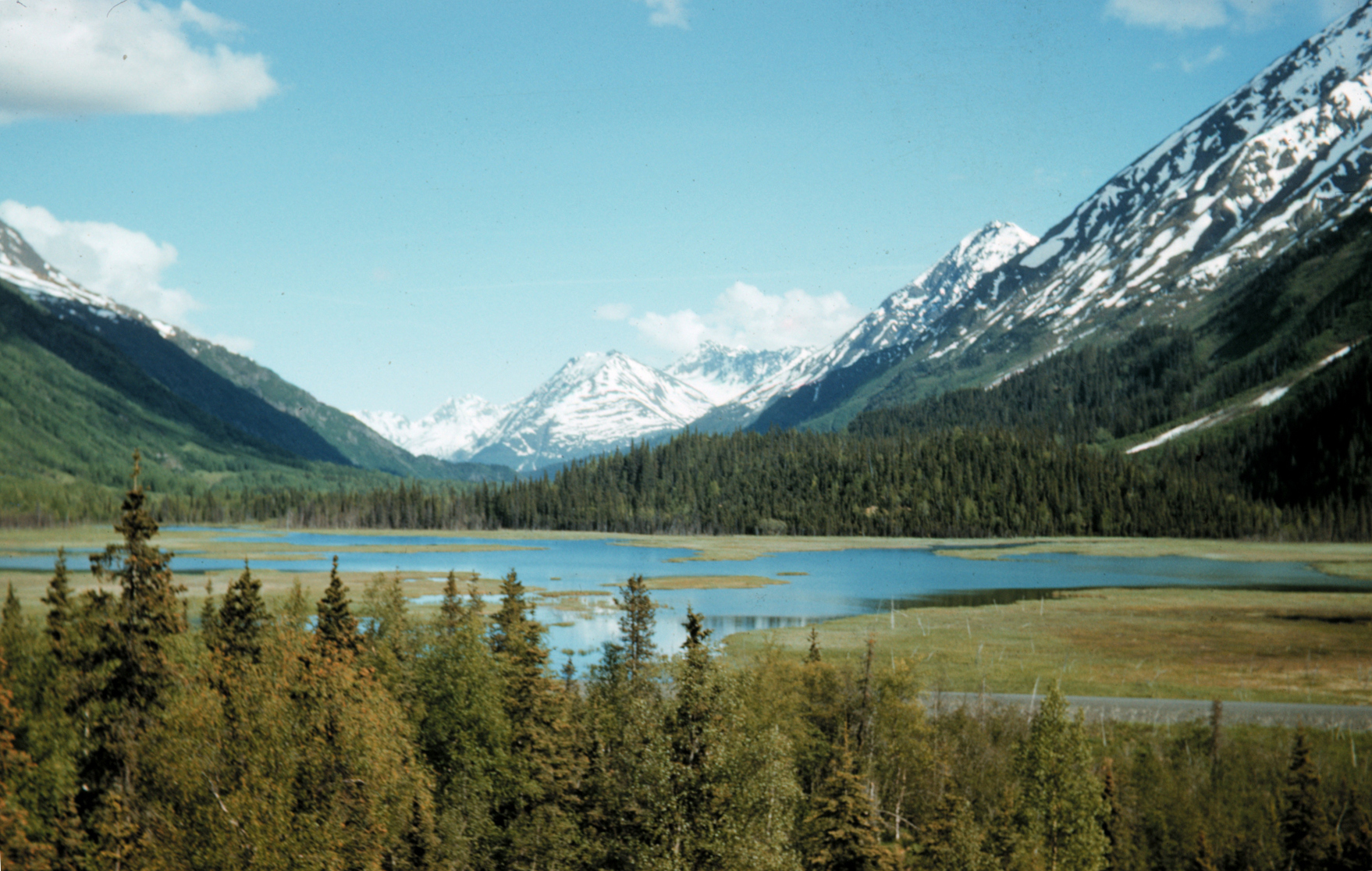
Laghi e monti nella penisola di Kenai
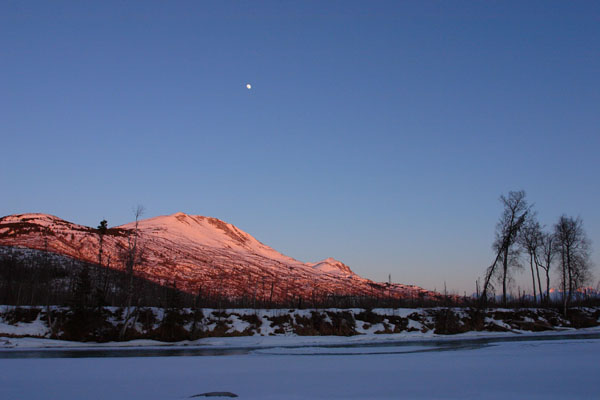
Fiume Kenai
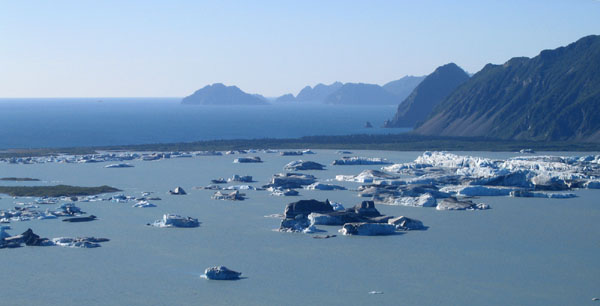
Lago del ghiacciaio dell'Orso
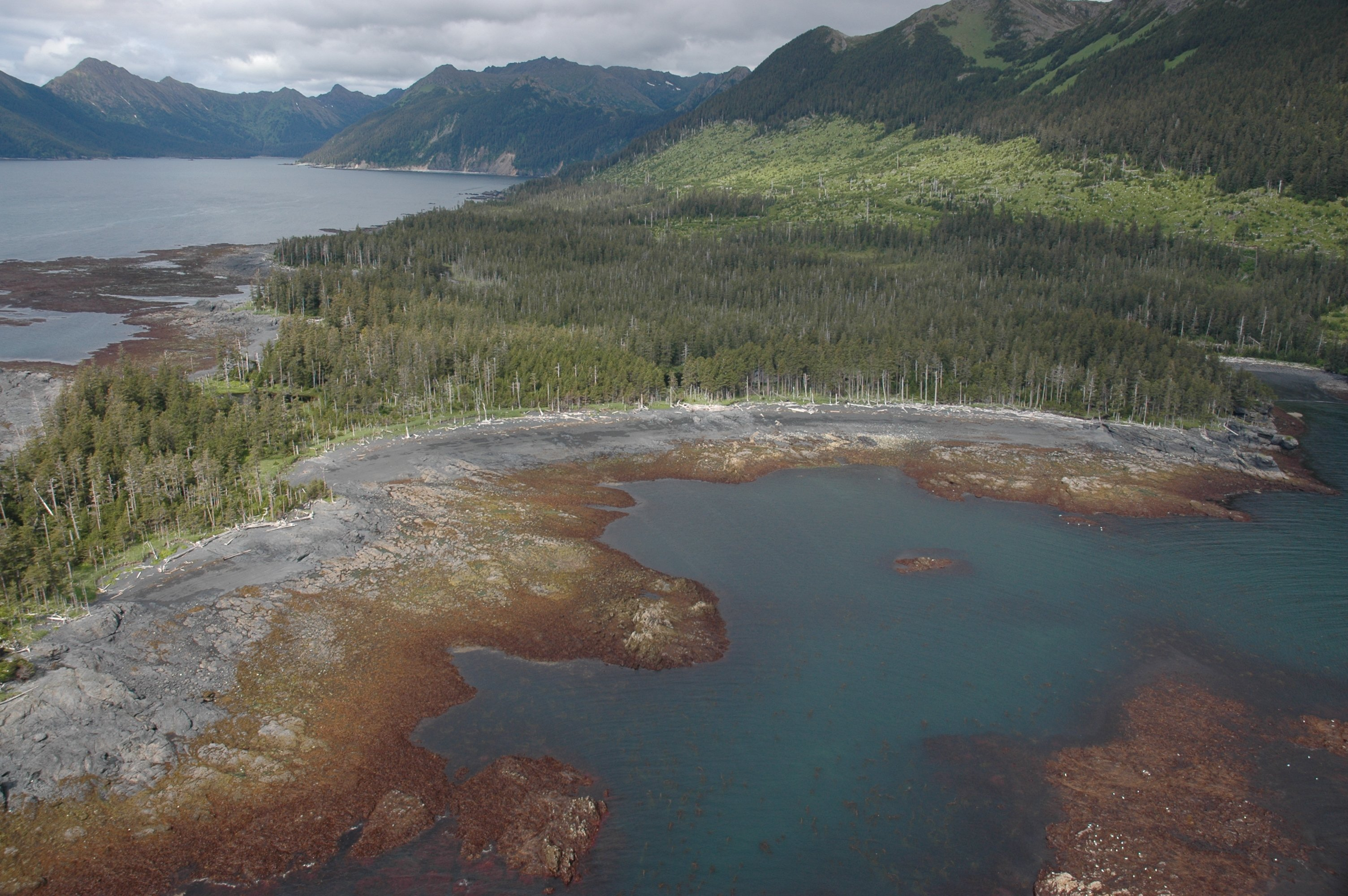
Baia Chugach
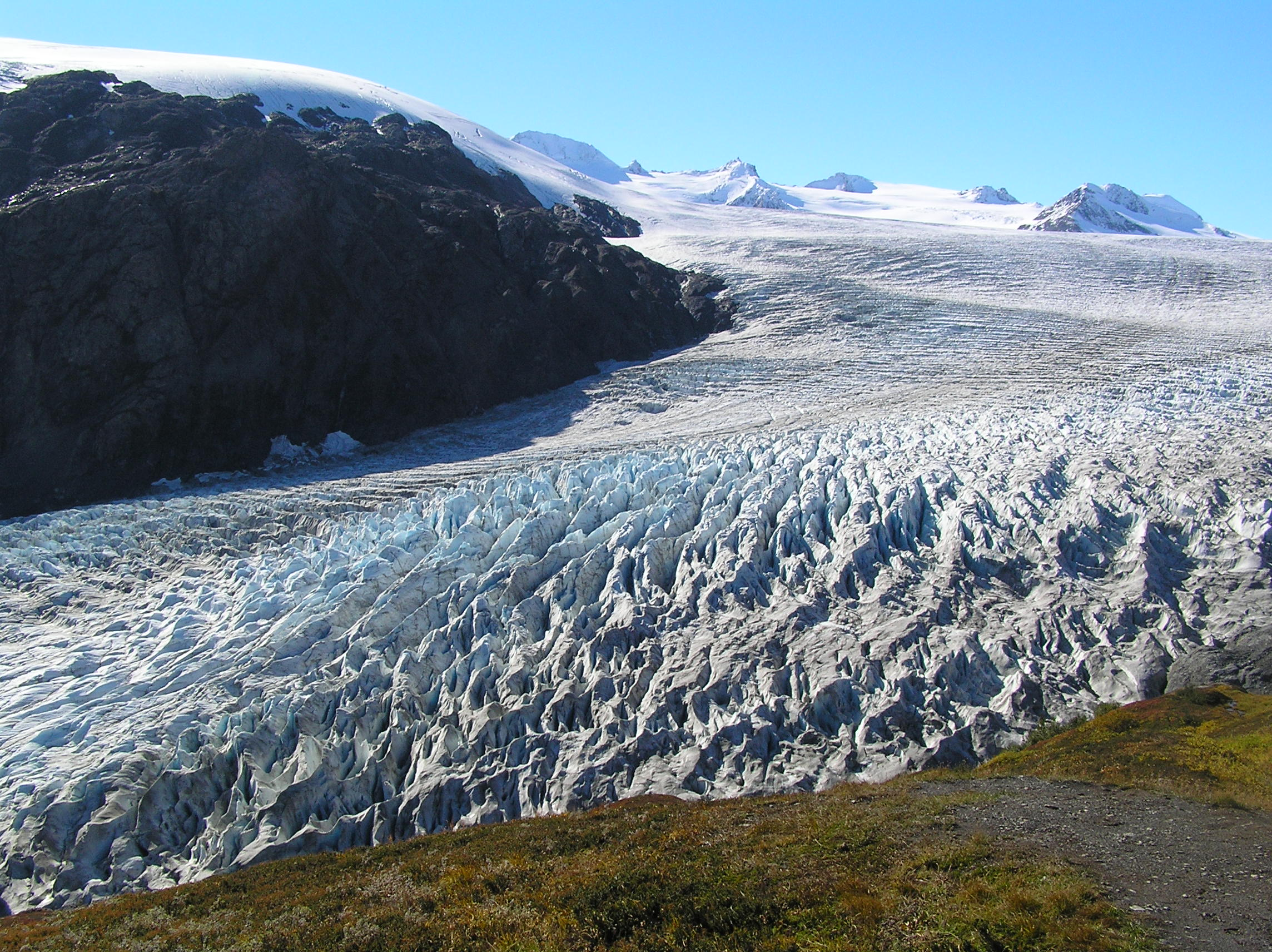
Ghiacciaio Exit
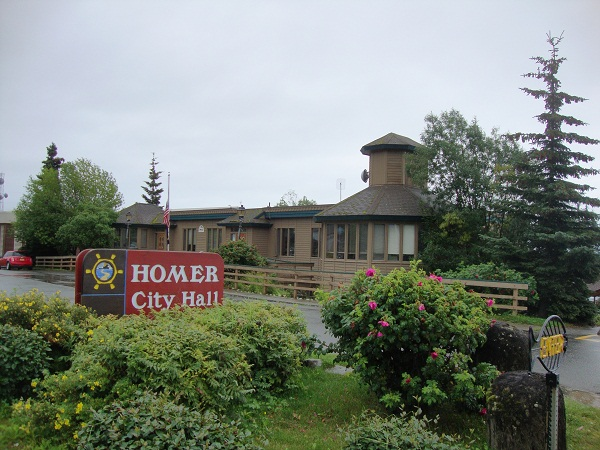
Homer
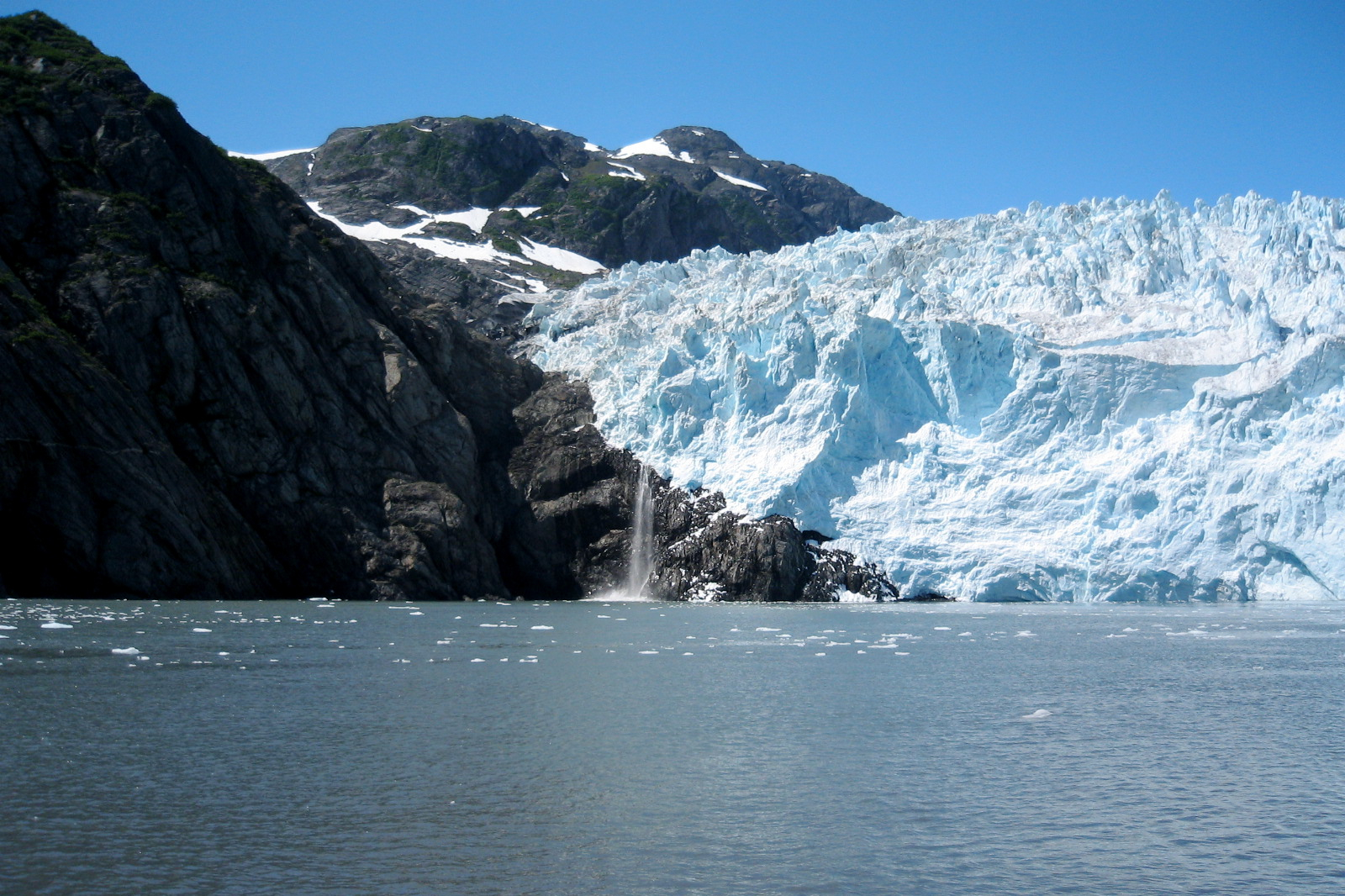
I fiordi di Kenai
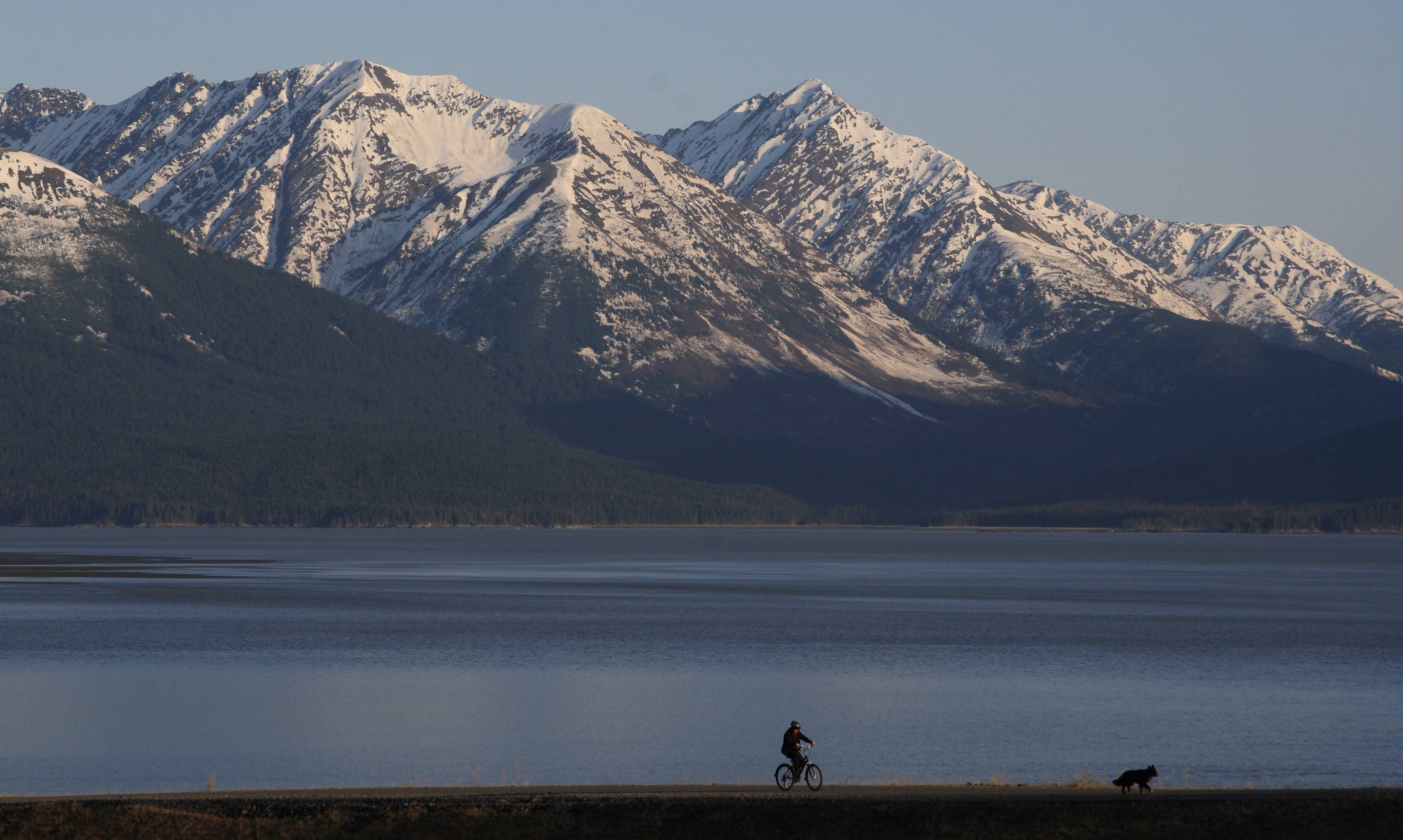
La baia di Turnagain e le montagne di Kenai
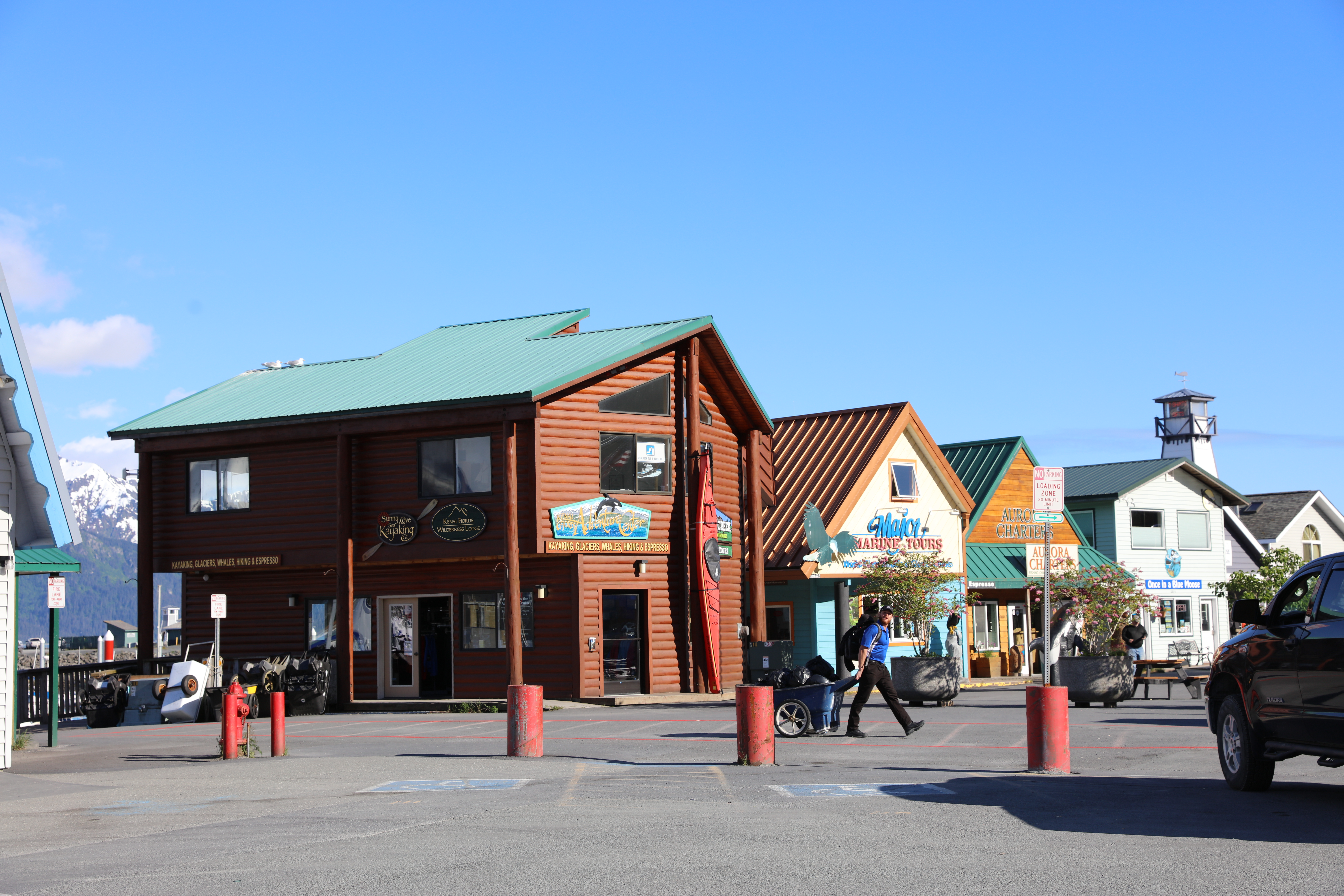
Seward
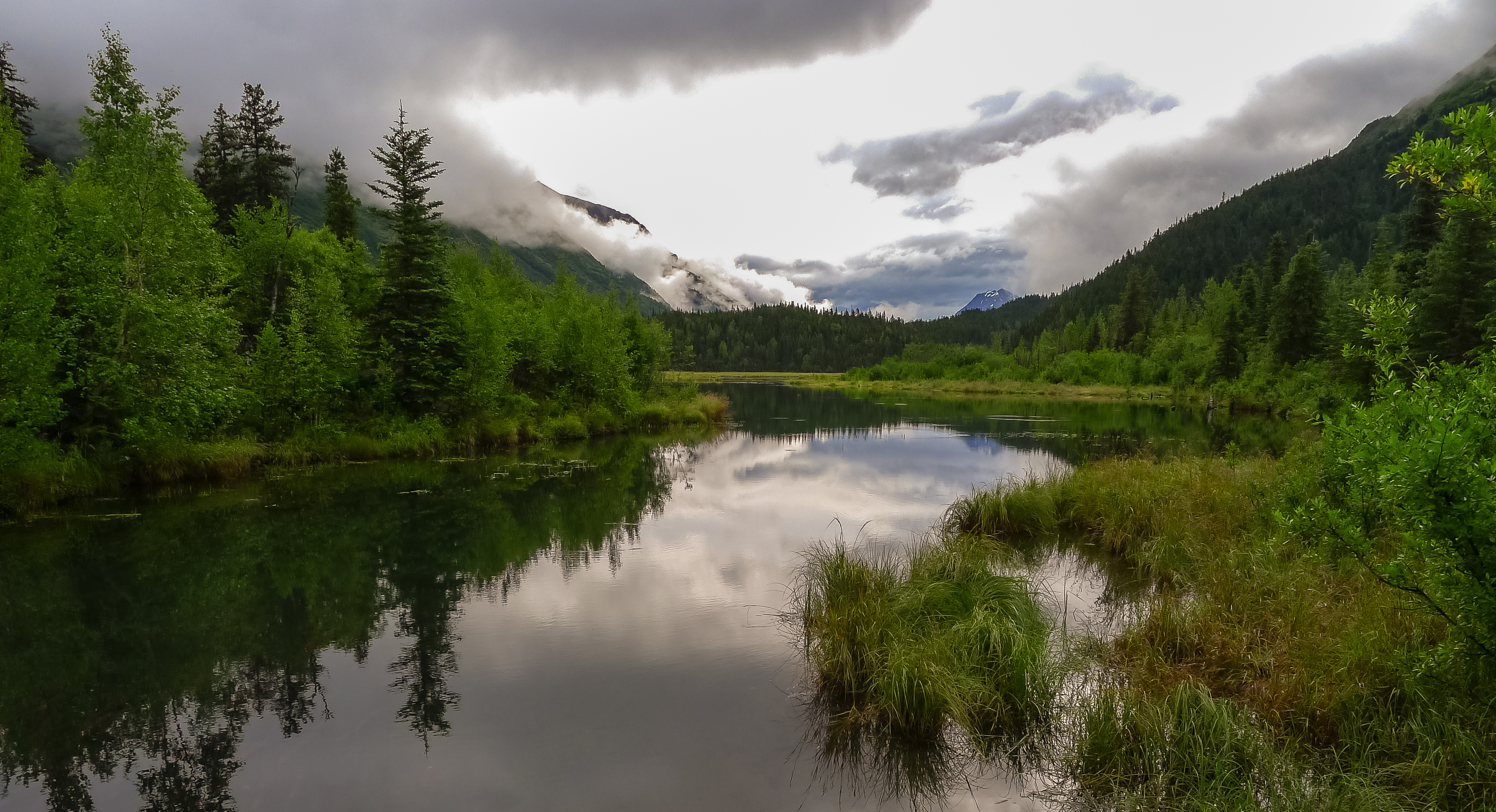
Lago Tern
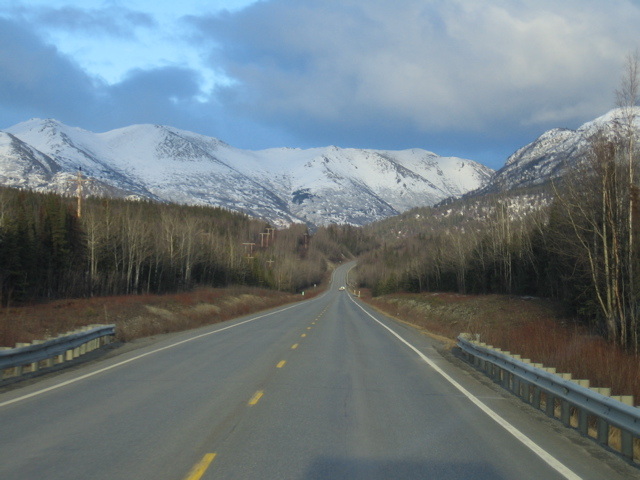
Sterling Highway